# Soupisky mužstev na mistrovství světa ve fotbale 2014 (skupina D)
Toto je soupiska čtyř mužstev skupiny D na Mistrovství světa ve fotbale 2014.

## Uruguay
- Konečná nominace proběhla 31. května 2014 a bylo v ní nominováno celkem 23 fotbalistů.[1]

| Č.        | Jméno                  | Datum narození              | Klub                    | Zápasy (góly)  | Na MS    | Na MS    | Na MS    | Na MS    | Na MS    |          |
| Č.        | Jméno                  | Datum narození              | Klub                    | Zápasy (góly)  | Z        | G        | ŽK       | ČK       | min.     |          |
| Brankáři  | Brankáři               | Brankáři                    | Brankáři                | Brankáři       | Brankáři | Brankáři | Brankáři | Brankáři | Brankáři | Brankáři |
| --------- | ---------------------- | --------------------------- | ----------------------- | -------------- | -------- | -------- | -------- | -------- | -------- | -------- |
| 1         | Fernando Muslera       | 16. června 1986 (27 let)    | Galatasaray SK          | 57 (0)         | 4        | 0        | 1        | 0        | 360      |          |
| 12        | Rodrigo Muňoz          | 22. ledna 1982 (32 let)     | Club Libertad           | 0 (0)          | 0        | 0        | 0        | 0        | 0        |          |
| 23        | Martín Silva           | 25. března 1983 (31 let)    | CR Vasco da Gama        | 1 (0)          | 0        | 0        | 0        | 0        | 0        |          |
| Obránci   |                        |                             |                         |                |          |          |          |          |          |          |
| 2         | Diego Lugano –         | 2. listopadu 1980 (33 let)  | West Bromwich Albion FC | 93 (9)         | 1        | 0        | 2        | 0        | 90       |          |
| 3         | Diego Godín            | 16. února 1986 (28 let)     | Atlético Madrid         | 76 (3)         | 4        | 1        | 1        | 0        | 360      |          |
| 13        | Jorge Fucile           | 19. listopadu 1984 (29 let) | FC Porto                | 41 (0)         | 1        | 0        | 0        | 0        | 11       |          |
| 19        | José María Giménez     | 20. ledna 1995 (19 let)     | Atlético Madrid         | 4 (0)          | 3        | 0        | 1        | 0        | 270      |          |
| 16        | Maximiliano Pereira    | 8. června 1984 (30 let)     | Benfica Lisabon         | 90 (3)         | 4        | 0        | 0        | 1        | 315      |          |
| 4         | Sebastián Coates       | 7. října 1990 (23 let)      | Nacional Montevideo     | 14 (0)         | 1        | 0        | 0        | 0        | 2        |          |
| 22        | Martín Cáceres         | 7. dubna 1987 (27 let)      | Juventus FC             | 55 (1)         | 4        | 0        | 1        | 0        | 360      |          |
| Záložníci |                        |                             |                         |                |          |          |          |          |          |          |
| 5         | Walter Gargano         | 27. července 1984 (29 let)  | Parma FC                | 60 (1)         | 1        | 0        | 1        | 0        | 60       |          |
| 6         | Álvaro Pereira         | 28. listopadu 1985 (28 let) | São Paulo FC            | 56 60)         | 2        | 0        | 0        | 0        | 116      |          |
| 7         | Cristian Rodríguez     | 30. září 1985 (28 let)      | Atlético Madrid         | 72 (8)         | 4        | 0        | 0        | 0        | 334      |          |
| 14        | Nicolás Lodeiro        | 21. března 1989 (25 let)    | Botafogo FR             | 24 (3)         | 3        | 0        | 0        | 0        | 142      |          |
| 15        | Diego Pérez            | 18. května 1980 (34 let)    | Bologna FC 1909         | 87 (2)         | 0        | 0        | 0        | 0        | 0        |          |
| 17        | Egidio Arévalo         | 1. ledna 1982 (32 let)      | Monarcas Morelia        | 52 (0)         | 4        | 0        | 1        | 0        | 360      |          |
| 18        | Gastón Ramírez         | 2. prosince 1990 (23 let)   | Southampton FC          | 26 (0)         | 2        | 0        | 0        | 0        | 49       |          |
| 20        | Álvaro Rafael González | 29. října 1984 (29 let)     | SS Lazio                | 41 (2)         | 4        | 0        | 0        | 0        | 289      |          |
| Útočníci  |                        |                             |                         |                |          |          |          |          |          |          |
| 8         | Abel Hernández         | 8. srpna 1990 (23 let)      | Palermo SSD             | 12 (7)         | 3        | 0        | 0        | 0        | 60       |          |
| 9         | Luis Suárez            | 24. ledna 1987 (27 let)     | Liverpool FC            | 77 (38)        | 2        | 2        | 0        | 0        | 178      |          |
| 10        | Diego Forlán           | 19. května 1979 (35 let)    | Cerezo Ósaka            | 109 (36)       | 2        | 0        | 0        | 0        | 113      |          |
| 11        | Cristhian Stuani       | 12. října 1986 (27 let)     | RCD Espanyol            | 10 (4)         | 4        | 0        | 0        | 0        | 177      |          |
| 21        | Edinson Cavani         | 14. února 1983 (31 let)     | Paris Saint-Germain FC  | 62 (21)        | 4        | 1        | 0        | 0        | 360      |          |
| Trenér    |                        |                             |                         |                |          |          |          |          |          |          |
|           | Óscar Tabárez          | 3. března 1947 (67 let)     |                         | 145 (70 výher) |          |          |          |          |          |          |

## Kostarika
- Konečná nominace proběhla 3. června 2014 a bylo v ní nominováno celkem 23 fotbalistů.[2]

| Č.        | Jméno              | Datum narození              | Klub                 | Zápasy (góly) | Na MS    | Na MS    | Na MS    | Na MS    | Na MS    |          |
| Č.        | Jméno              | Datum narození              | Klub                 | Zápasy (góly) | Z        | G        | ŽK       | ČK       | min.     |          |
| Brankáři  | Brankáři           | Brankáři                    | Brankáři             | Brankáři      | Brankáři | Brankáři | Brankáři | Brankáři | Brankáři | Brankáři |
| --------- | ------------------ | --------------------------- | -------------------- | ------------- | -------- | -------- | -------- | -------- | -------- | -------- |
| 1         | Keylor Navas       | 15. prosince 1986 (27 let)  | Levante UD           | 52 (0)        | 5        | 0        | 1        | 0        | 510      |          |
| 18        | Patrick Pemberton  | 24. dubna 1982 (32 let)     | LD Alajuelense       | 20 (0)        | 0        | 0        | 0        | 0        | 0        |          |
| 23        | Daniel Cambronero  | 8. ledna 1986 (28 let)      | CS Herediano         | 2 (0)         | 0        | 0        | 0        | 0        | 0        |          |
| Obránci   |                    |                             |                      |               |          |          |          |          |          |          |
| 2         | Johnny Acosta      | 21. července 1983 (30 let)  | LD Alajuelense       | 26 (1)        | 2        | 0        | 1        | 0        | 163      |          |
| 3         | Giancarlo González | 8. února 1988 (26 let)      | Columbus Crew SC     | 34 (2)        | 5        | 0        | 2        | 0        | 510      |          |
| 4         | Michael Umaña      | 6. července 1982 (31 let)   | Deportivo Saprissa   | 81 (1)        | 4        | 0        | 1        | 0        | 420      |          |
| 6         | Óscar Duarte       | 3. června 1989 (25 let)     | Club Brugge KV       | 10 (0)        | 4        | 1        | 2        | 1        | 336      |          |
| 8         | David Myrie        | 1. června 1988 (26 let)     | CS Herediano         | 10 (0)        | 1        | 0        | 0        | 0        | 41       |          |
| 12        | Waylon Francis     | 2. ledna 1983 (31 let)      | Columbus Crew SC     | 1 (0)         | 0        | 0        | 0        | 0        | 0        |          |
| 15        | Junior Díaz        | 12. září 1983 (30 let)      | 1. FSV Mainz 05      | 61 (1)        | 5        | 0        | 1        | 0        | 510      |          |
| 16        | Cristian Gamboa    | 24. října 1989 (24 let)     | Rosenborg BK         | 25 (1)        | 5        | 0        | 0        | 0        | 423      |          |
| 19        | Roy Miller         | 24. listopadu 1984 (29 let) | New York Red Bulls   | 47 (1)        | 1        | 0        | 0        | 0        | 90       |          |
| Záložníci |                    |                             |                      |               |          |          |          |          |          |          |
| 5         | Celso Borges       | 27. května 1988 (26 let)    | AIK Stockholm        | 61 (13)       | 5        | 0        | 0        | 0        | 498      |          |
| 7         | Christian Bolaños  | 17. května 1984 (30 let)    | FC Kodaň             | 54 (2)        | 5        | 0        | 0        | 0        | 413      |          |
| 11        | Michael Barrantes  | 10. dubna 1983 (31 let)     | Aalesunds FK         | 50 (4)        | 2        | 0        | 0        | 0        | 13       |          |
| 13        | Óscar Granados     | 25. října 1985 (28 let)     | CS Herediano         | 11 (0)        | 0        | 0        | 1        | 0        | 0        |          |
| 17        | Yeltsin Tejeda     | 17. března 1992 (22 let)    | Deportivo Saprissa   | 22 (0)        | 5        | 0        | 1        | 0        | 395      |          |
| 20        | Diego Calvo        | 25. března 1991 (23 let)    | Vålerenga IF         | 9 (1)         | 0        | 0        | 0        | 0        | 0        |          |
| 22        | José Miguel Cubero | 14. února 1987 (27 let)     | CS Herediano         | 35 (2)        | 4        | 0        | 1        | 0        | 115      |          |
| Útočníci  |                    |                             |                      |               |          |          |          |          |          |          |
| 9         | Joel Campbell      | 26. června 1992 (21 let)    | Olympiakos Pireus FC | 32 (9)        | 5        | 1        | 0        | 0        | 416      |          |
| 10        | Bryan Ruiz –       | 18. srpna 1985 (28 let)     | PSV Eindhoven        | 62 (13)       | 5        | 2        | 1        | 0        | 494      |          |
| 14        | Randall Brenes     | 13. srpna 1983 (30 let)     | CS Cartaginés        | 39 (8)        | 3        | 0        | 0        | 0        | 105      |          |
| 21        | Marco Ureña        | 5. března 1990 (24 let)     | FK Kubáň Krasnodar   | 23 (7)        | 4        | 1        | 0        | 0        | 101      |          |
| Trenér    |                    |                             |                      |               |          |          |          |          |          |          |
|           | Jorge Luis Pinto   | 16. prosince 1952 (61 let)  |                      | 46 (20 výher) |          |          |          |          |          |          |

## Anglie
- Konečná nominace proběhla 12. května 2014 a bylo v ní nominováno celkem 23 fotbalistů.[3]

| Č.        | Jméno                   | Datum narození              | Klub                    | Zápasy (góly) | Na MS    | Na MS    | Na MS    | Na MS    | Na MS    |          |
| Č.        | Jméno                   | Datum narození              | Klub                    | Zápasy (góly) | Z        | G        | ŽK       | ČK       | min.     |          |
| Brankáři  | Brankáři                | Brankáři                    | Brankáři                | Brankáři      | Brankáři | Brankáři | Brankáři | Brankáři | Brankáři | Brankáři |
| --------- | ----------------------- | --------------------------- | ----------------------- | ------------- | -------- | -------- | -------- | -------- | -------- | -------- |
| 1         | Joe Hart                | 19. dubna 1987 (27 let)     | Manchester City FC      | 41 (0)        | 2        | 0        | 0        | 0        | 180      |          |
| 13        | Ben Foster              | 3. dubna 1983 (31 let)      | West Bromwich Albion FC | 7 (0)         | 0        | 0        | 0        | 0        | 0        |          |
| 22        | Fraser Forster          | 17. března 1988 (26 let)    | Celtic FC               | 2 (0)         | 1        | 0        | 0        | 0        | 90       |          |
| Obránci   |                         |                             |                         |               |          |          |          |          |          |          |
| 2         | Glen Johnson            | 23. srpna 1984 (29 let)     | Liverpool FC            | 52 (1)        | 2        | 0        | 0        | 0        | 180      |          |
| 3         | Leighton Baines         | 11. prosince 1984 (29 let)  | Everton FC              | 24 (1)        | 2        | 0        | 0        | 0        | 180      |          |
| 5         | Gary Cahill             | 19. prosince 1985 (28 let)  | Chelsea FC              | 24 (3)        | 3        | 0        | 0        | 0        | 270      |          |
| 6         | Phil Jagielka           | 17. srpna 1982 (31 let)     | Everton FC              | 26 (2)        | 2        | 0        | 0        | 0        | 180      |          |
| 12        | Chris Smalling          | 22. listopadu 1989 (24 let) | Manchester United FC    | 12 (0)        | 1        | 0        | 0        | 0        | 90       |          |
| 16        | Phil Jones              | 21. února 1992 (22 let)     | Manchester United FC    | 10 (0)        | 1        | 0        | 0        | 0        | 90       |          |
| 23        | Luke Shaw               | 12. července 1995 (18 let)  | Southampton FC          | 2 (0)         | 1        | 0        | 0        | 0        | 90       |          |
| Záložníci |                         |                             |                         |               |          |          |          |          |          |          |
| 4         | Steven Gerrard –        | 30. května 1980 (34 let)    | Liverpool FC            | 111 (21)      | 3        | 1        | 0        | 0        | 197      |          |
| 7         | Jack Wilshere           | 1. ledna 1992 (22 let)      | Arsenal FC              | 18 (0)        | 2        | 0        | 0        | 0        | 90       |          |
| 8         | Frank Lampard           | 20. června 1978 (35 let)    | Chelsea FC              | 105 (29)      | 1        | 0        | 0        | 0        | 90       |          |
| 14        | Jordan Henderson        | 17. června 1990 (23 let)    | Liverpool FC            | 11 (0)        | 2        | 0        | 0        | 0        | 160      |          |
| 15        | Alex Oxlade-Chamberlain | 15. srpna 1993 (20 let)     | Arsenal FC              | 15 (3)        | 0        | 0        | 0        | 0        | 0        |          |
| 17        | James Milner            | 4. ledna 1986 (28 let)      | Manchester City FC      | 47 (1)        | 1        | 0        | 0        | 0        | 76       |          |
| 19        | Raheem Sterling         | 8. prosince 1994 (19 let)   | Liverpool FC            | 4 (0)         | 3        | 0        | 1        | 0        | 183      |          |
| 20        | Adam Lallana            | 10. května 1988 (26 let)    | Southampton FC          | 6 (0)         | 3        | 0        | 1        | 0        | 90       |          |
| 21        | Ross Barkley            | 5. prosince 1993 (20 let)   | Everton FC              | 6 (0)         | 3        | 0        | 1        | 0        | 145      |          |
| Útočníci  |                         |                             |                         |               |          |          |          |          |          |          |
| 9         | Daniel Sturridge        | 1. září 1989 (24 let)       | Liverpool FC            | 12 (4)        | 3        | 1        | 0        | 0        | 260      |          |
| 10        | Wayne Rooney            | 24. října 1985 (28 let)     | Manchester United FC    | 92 (39)       | 3        | 1        | 0        | 0        | 194      |          |
| 11        | Danny Welbeck           | 26. listopadu 1990 (23 let) | Manchester United FC    | 24 (8)        | 2        | 0        | 0        | 0        | 132      |          |
| 18        | Rickie Lambert          | 16. února 1982 (32 let)     | Southampton FC          | 6 (3)         | 1        | 0        | 0        | 0        | 3        |          |
| Trenér    |                         |                             |                         |               |          |          |          |          |          |          |
|           | Roy Hodgson             | 9. srpna 1947 (66 let)      |                         | 28 (15 výher) |          |          |          |          |          |          |

## Itálie
- Konečná nominace proběhla 1. června 2014 a bylo v ní nominováno celkem 23 fotbalistů.[4]

| Č.        | Jméno              | Datum narození              | Klub                   | Zápasy (góly) | Na MS    | Na MS    | Na MS    | Na MS    | Na MS    |          |
| Č.        | Jméno              | Datum narození              | Klub                   | Zápasy (góly) | Z        | G        | ŽK       | ČK       | min.     |          |
| Brankáři  | Brankáři           | Brankáři                    | Brankáři               | Brankáři      | Brankáři | Brankáři | Brankáři | Brankáři | Brankáři | Brankáři |
| --------- | ------------------ | --------------------------- | ---------------------- | ------------- | -------- | -------- | -------- | -------- | -------- | -------- |
| 1         | Gianluigi Buffon – | 28. ledna 1978 (36 let)     | Juventus FC            | 140 (0)       | 2        | 0        | 0        | 0        | 180      |          |
| 12        | Salvatore Sirigu   | 12. ledna 1987 (27 let)     | Paris Saint-Germain FC | 8 (0)         | 1        | 0        | 0        | 0        | 90       |          |
| 13        | Mattia Perin       | 10. listopadu 1992 (21 let) | Janov CFC              | 0 (0)         | 0        | 0        | 0        | 0        | 0        |          |
| Obránci   |                    |                             |                        |               |          |          |          |          |          |          |
| 2         | Mattia De Sciglio  | 20. října 1992 (21 let)     | AC Milán               | 11 (0)        | 1        | 0        | 1        | 0        | 90       |          |
| 3         | Giorgio Chiellini  | 14. srpna 1984 (29 let)     | Juventus FC            | 68 (4)        | 3        | 0        | 0        | 0        | 270      |          |
| 4         | Matteo Darmian     | 2. prosince 1989 (24 let)   | Turín FC               | 1 (0)         | 3        | 0        | 0        | 0        | 270      |          |
| 7         | Ignazio Abate      | 11. prosince 1986 (27 let)  | AC Milán               | 20 (1)        | 1        | 0        | 0        | 0        | 90       |          |
| 15        | Andrea Barzagli    | 8. května 1981 (33 let)     | Juventus FC            | 47 (0)        | 3        | 0        | 0        | 0        | 270      |          |
| 19        | Leonardo Bonucci   | 1. května 1987 (27 let)     | Juventus FC            | 9 (0)         | 1        | 0        | 0        | 0        | 90       |          |
| 20        | Gabriel Paletta    | 15. února 1986 (28 let)     | Parma FC               | 2 (0)         | 1        | 0        | 0        | 0        | 90       |          |
| Záložníci |                    |                             |                        |               |          |          |          |          |          |          |
| 5         | Thiago Motta       | 28. srpna 1982 (31 let)     | Paris Saint-Germain FC | 20 (1)        | 3        | 0        | 0        | 0        | 93       |          |
| 6         | Antonio Candreva   | 28. února 1987 (27 let)     | SS Lazio               | 20 (0)        | 2        | 0        | 0        | 0        | 136      |          |
| 8         | Claudio Marchisio  | 19. ledna 1986 (28 let)     | Juventus FC            | 44 (3)        | 3        | 1        | 0        | 1        | 219      |          |
| 14        | Alberto Aquilani   | 7. července 1984 (29 let)   | ACF Fiorentina         | 35 (5)        | 0        | 0        | 0        | 0        | 0        |          |
| 16        | Daniele De Rossi   | 24. července 1983 (30 let)  | AS Řím                 | 95 (15)       | 2        | 0        | 0        | 0        | 180      |          |
| 18        | Marco Parolo       | 25. ledna 1985 (29 let)     | Parma FC               | 4 (0)         | 2        | 0        | 0        | 0        | 56       |          |
| 21        | Andrea Pirlo       | 19. května 1979 (35 let)    | Juventus FC            | 109 (13)      | 3        | 0        | 0        | 0        | 270      |          |
| 23        | Marco Verratti     | 5. listopadu 1992 (21 let)  | Paris Saint-Germain FC | 6 (1)         | 2        | 0        | 0        | 0        | 132      |          |
| Útočníci  |                    |                             |                        |               |          |          |          |          |          |          |
| 9         | Mario Balotelli    | 12. srpna 1990 (23 let)     | AC Milán               | 30 (12)       | 3        | 1        | 2        | 0        | 208      |          |
| 10        | Antonio Cassano    | 12. července 1982 (31 let)  | Parma FC               | 37 (10)       | 2        | 0        | 0        | 0        | 64       |          |
| 11        | Alessio Cerci      | 23. července 1987 (26 let)  | Turín FC               | 12 (0)        | 1        | 0        | 0        | 0        | 20       |          |
| 17        | Ciro Immobile      | 20. února 1990 (24 let)     | Turín FC               | 2 (0)         | 2        | 0        | 0        | 0        | 88       |          |
| 22        | Lorenzo Insigne    | 4. června 1991 (23 let)     | SSC Neapol             | 5 (1)         | 1        | 0        | 0        | 0        | 33       |          |
| Trenér    |                    |                             |                        |               |          |          |          |          |          |          |
|           | Cesare Prandelli   | 19. srpna 1957 (56 let)     |                        | 50 (23 výher) |          |          |          |          |          |          |